# Fagnières
Fagnières est une commune française, située dans le département de la Marne en région Grand Est.
Ses habitants sont appelés des Fagnérots et Fagnérotes.

## Géographie

### Description
Fagnières est une petite ville  périurbaine du Nord-Est de la France, située en région Grand Est, plus précisément dans le département de la Marne, près de la préfecture Châlons-en-Champagne.

### Communes limitrophes
| Saint-Gibrien      | Recy       | Saint-Martin-sur-le-Pré |
| Villers-le-Château | Fagnières  | Châlons-en-Champagne    |
|                    | Compertrix |                         |

### Hydrographie
La commune est dans la région hydrographique « la Seine de sa source au confluent de l'Oise (exclu) » au sein du bassin Seine-Normandie. Elle est drainée par la Marne et le cours d'eau 01 de la commune de Fagnières,.
La Marne  prend sa source sur le plateau de Langres, dans la commune de Saints-Geosmes (Haute-Marne) et se jette dans la Seine entre Charenton-le-Pont et Alfortville (Val-de-Marne) dans le quartier de Conflans-l'Archevêque. Les caractéristiques hydrologiques de la Marne sont données par la station hydrologique située sur la commune de Fagnières. Le débit moyen mensuel est de 70,7 m3/s. Le débit moyen journalier maximum est de 483 m3/s, atteint lors de la crue du 27 janvier 2018. Le débit instantané maximal est quant à lui de 492 m3/s, atteint le 28 janvier 2018.

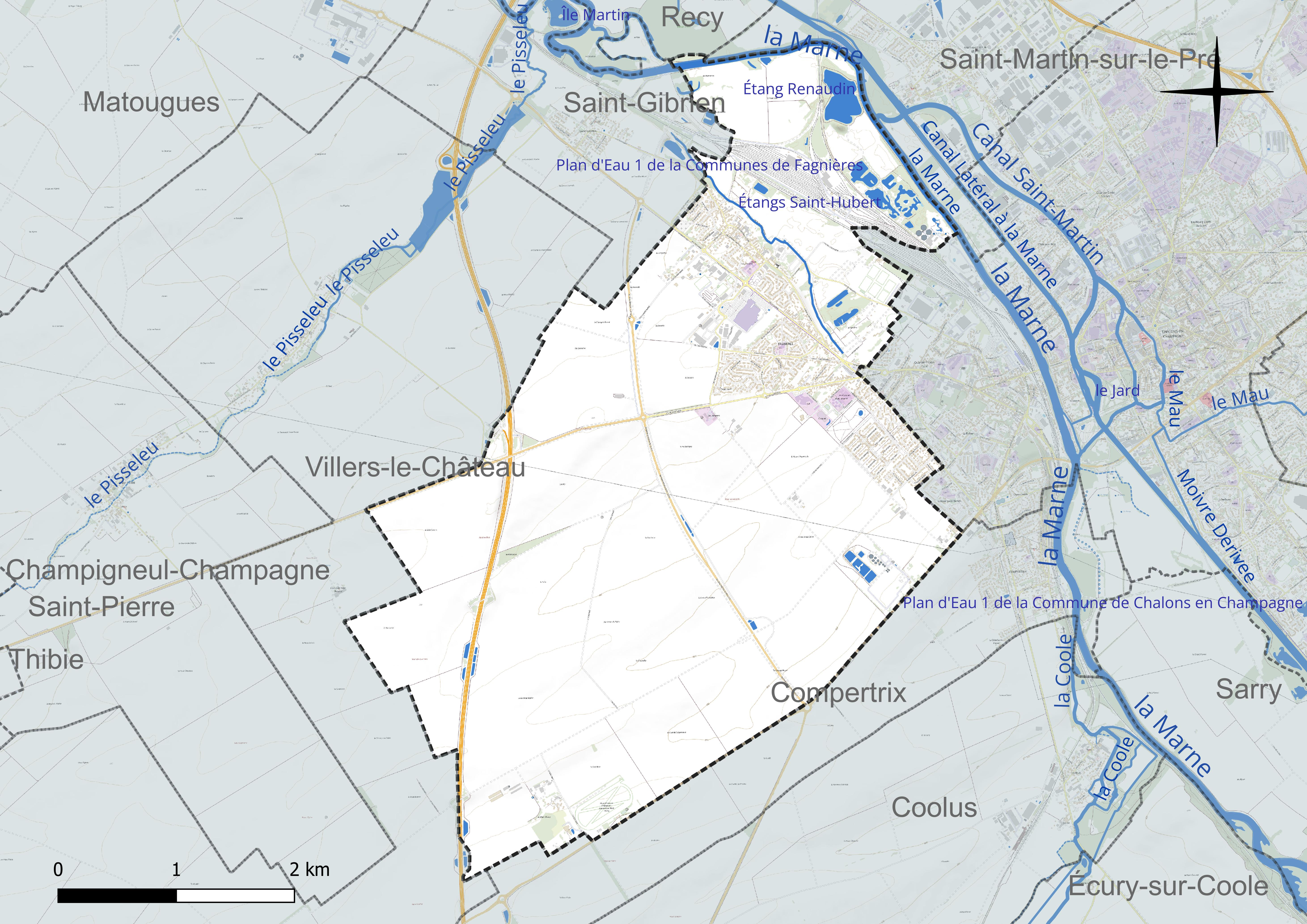
Réseau hydrographique de Fagnières.

Trois plans d'eau complètent le réseau hydrographique : le plan d'eau 1 de la communes de Fagnières (2,6 ha), les étangs Saint-Hubert (2,4 ha) et l'étang Renaudin (9,6 ha),.

### Climat
Pour des articles plus généraux, voir Climat du Grand Est et Climat de la Marne.
En 2010, le climat de la commune est de type climat océanique dégradé des plaines du Centre et du Nord, selon une étude du Centre national de la recherche scientifique s'appuyant sur une série de données couvrant la période 1971-2000. En 2020, Météo-France publie une typologie des climats de la France métropolitaine dans laquelle la commune est exposée à un climat océanique altéré et est dans la région climatique Nord-est du bassin Parisien, caractérisée par un ensoleillement médiocre, une pluviométrie moyenne régulièrement répartie au cours de l’année et un hiver froid (3 °C).
Pour la période 1971-2000, la température annuelle moyenne est de 10,4 °C, avec une amplitude thermique annuelle de 15,7 °C. Le cumul annuel moyen de précipitations est de 664 mm, avec 11,6 jours de précipitations en janvier et 8,2 jours en juillet. Pour la période 1991-2020, la température moyenne annuelle observée sur la station météorologique installée sur la commune est de 11,2 °C et le cumul annuel moyen de précipitations est de 632,3 mm. 
La température maximale relevée sur cette station est de 41,8 °C, atteinte le 25 juillet 2019 ; la température minimale est de −21 °C, atteinte le 6 janvier 1985,,.
| Mois                                  | jan.            | fév.             | mars           | avril         | mai             | juin           | jui.          | août           | sep.           | oct.          | nov.           | déc.            | année     |
| ------------------------------------- | --------------- | ---------------- | -------------- | ------------- | --------------- | -------------- | ------------- | -------------- | -------------- | ------------- | -------------- | --------------- | --------- |
| Température minimale moyenne (°C)     | 0,5             | 0,6              | 2,6            | 4,8           | 8,5             | 11,3           | 13,4          | 13,2           | 10,1           | 7,5           | 3,8            | 1,4             | 6,5       |
| Température moyenne (°C)              | 3,4             | 4,1              | 7,3            | 10,4          | 14,1            | 17,2           | 19,6          | 19,4           | 15,7           | 11,7          | 6,9            | 4,1             | 11,2      |
| Température maximale moyenne (°C)     | 6,2             | 7,6              | 12             | 16            | 19,7            | 23,1           | 25,9          | 25,6           | 21,2           | 16            | 10             | 6,7             | 15,8      |
| Record de froid (°C) date du record   | −21 06.01.1985  | −14,6 07.02.1991 | −12,4 01.03.05 | −5,2 11.04.03 | −0,7 08.05.1997 | 0,3 04.06.1991 | 4 22.07.1980  | 3,6 28.08.1979 | 0,8 17.09.1971 | −4 17.10.1992 | −13 24.11.1998 | −18 29.12.1976  | −21 1985  |
| Record de chaleur (°C) date du record | 15,9 05.01.1999 | 20,5 27.02.19    | 24,9 30.03.21  | 28,7 20.04.18 | 32,3 28.05.17   | 36,7 28.06.11  | 41,8 25.07.19 | 41,1 12.08.03  | 34,1 05.09.23  | 28,4 13.10.23 | 21,8 07.11.15  | 16,8 16.12.1989 | 41,8 2019 |
| Précipitations (mm)                   | 49,4            | 44,1             | 43,7           | 43,4          | 55,2            | 56,5           | 56,2          | 56,5           | 49             | 59,5          | 55,4           | 63,4            | 632,3     |

| Diagramme climatique                                  |            |           |           |             |              |              |              |            |           |           |            |
| J                                                     | F          | M         | A         | M           | J            | J            | A            | S          | O         | N         | D          |
| 6,20,549,4                                            | 7,60,644,1 | 122,643,7 | 164,843,4 | 19,78,555,2 | 23,111,356,5 | 25,913,456,2 | 25,613,256,5 | 21,210,149 | 167,559,5 | 103,855,4 | 6,71,463,4 |
| Moyennes : • Temp. maxi et mini °C • Précipitation mm |            |           |           |             |              |              |              |            |           |           |            |

Les paramètres climatiques de la commune ont été estimés pour le milieu du siècle (2041-2070) selon différents scénarios d'émission de gaz à effet de serre à partir des nouvelles projections climatiques de référence DRIAS-2020. Ils sont consultables sur un site dédié publié par Météo-France en novembre 2022.

## Urbanisme

### Typologie
Au 1er janvier 2024, Fagnières est catégorisée ceinture urbaine, selon la nouvelle grille communale de densité à sept niveaux définie par l'Insee en 2022.
Elle appartient à l'unité urbaine de Châlons-en-Champagne, une agglomération intra-départementale regroupant cinq  communes, dont elle est une commune de la banlieue,,. Par ailleurs la commune fait partie de l'aire d'attraction de Châlons-en-Champagne, dont elle est une commune du pôle principal,. Cette aire, qui regroupe 97 communes, est catégorisée dans les aires de 50 000 à moins de 200 000 habitants,.

### Occupation des sols
L'occupation des sols de la commune, telle qu'elle ressort de la base de données européenne d’occupation biophysique des sols Corine Land Cover (CLC), est marquée par l'importance des territoires agricoles (81,2 % en 2018), une proportion sensiblement équivalente à celle de 1990 (81,8 %). La répartition détaillée en 2018 est la suivante : 
terres arables (78,2 %), zones urbanisées (10,2 %), zones industrielles ou commerciales et réseaux de communication (5,7 %), zones agricoles hétérogènes (3 %), espaces verts artificialisés, non agricoles (1,8 %), eaux continentales (1,1 %), milieux à végétation arbustive et/ou herbacée (0,1 %). L'évolution de l’occupation des sols de la commune et de ses infrastructures peut être observée sur les différentes représentations cartographiques du territoire : la carte de Cassini (XVIIIe siècle), la carte d'état-major (1820-1866) et les cartes ou photos aériennes de l'IGN pour la période actuelle (1950 à aujourd'hui).

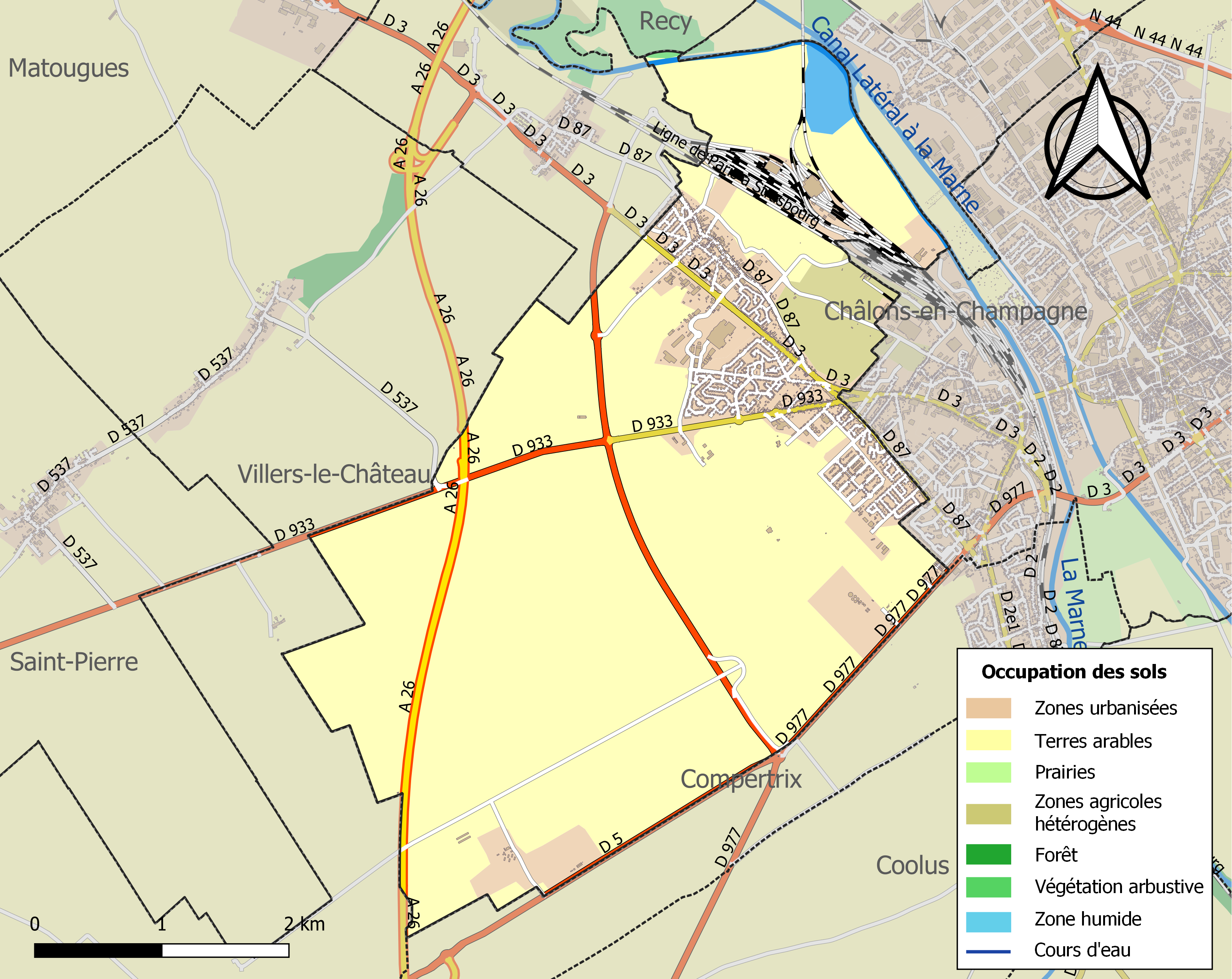
Carte des infrastructures et de l'occupation des sols de la commune en 2018 (CLC).

### Habitat et logement
En 2018, le nombre total de logements dans la commune était de 2 022, alors qu'il était de 1 879 en 2013 et de 1 769 en 2008.
Parmi ces logements, 95,6 % étaient des résidences principales, 0,3 % des résidences secondaires et 4,1 % des logements vacants. Ces logements étaient pour 93,3 % d'entre eux des maisons individuelles et pour 6,6 % des appartements.
Le tableau ci-dessous présente la typologie des logements à Fagnières en 2018 en comparaison avec celle de la Marne et de la France entière. Une caractéristique marquante du parc de logements est ainsi une proportion de résidences secondaires et logements occasionnels (0,3 %) inférieure à celle du département (2,9 %) et à celle de la France entière (9,7 %). Concernant le statut d'occupation de ces logements, 78,7 % des habitants de la commune sont propriétaires de leur logement (80 % en 2013), contre 51,7 % pour la Marne et 57,5 pour la France entière.
| Typologie                                               | Fagnières | Marne | France entière |
| ------------------------------------------------------- | --------- | ----- | -------------- |
| Résidences principales (en %)                           | 95,6      | 88,1  | 82,1           |
| Résidences secondaires et logements occasionnels (en %) | 0,3       | 2,9   | 9,7            |
| Logements vacants (en %)                                | 4,1       | 9     | 8,2            |

## Toponymie
Le nom de la localité est attesté sous les formes Fascinariæ (VIe siècle) ; Fassineriæ (1028) ; Fasneriæ (1094) ; Clarenbaudus Fesneriacensis (1123) ; Faisneriæ (1121-1126) ; Fesneriæ (1138) ; Fainieres (1146) ; Faigneriæ (1161) ; Faisneriæ, Feisneriæ (1171) ; Faneriæ, Feneriæ (1188) ; Faisnières (1190) ; Faineriæ (1164-1191) ; Faisner (1201) ; Fainères, Fanères, Fainiers, les Fainieres, Frainieres, Fresnieres (vers 1222) ; Fasnier (1252) ; Fenieres (vers 1252) ; Fanieres (1273) ; Faigniere (vers 1274) ; Fanieriæ (1276) ; Fayneriæ (1278) ; Les Fenieres (vers 1300) ; Fannyeres (1323) ; Faignieres (1324) ; Fesnieres (1371) ; Fagneriæ (1405) ; Fagnierez, Faynieres (1406).
Fascinariæ au VIe ou Fasneriæ en 1094 du latin fascina qui signifie fagot et suffixe collectif aria au pluriel qui désignait des « ensembles de fascines » pour désigner un bois ou du bois. Selon Albert Dauzat, Fascinariæ signifierait « fagot de bois ». La coutume locale donnait une autre interprétation au toponyme de Fagnières en citant l'« Hêtre noir » qui abondait dans les zones inondables.

## Histoire
Durant l'été 1892, dans une tourbière de Fagnières, un morceau de côte, un astragale et des dents d'un jeune bovidé ont été retrouvés avec une hache polie.
Un enclos protohistorique circulaire de 20 m et ayant deux entrées fut découvert à la Noue du moulin, il contenait huit sépultures.
Un diagnostic archéologique opéré au sud du centre du village a permis de mettre au jour une structure pré- ou protohistorique, du mobilier de la première moitié du XVe siècle et une potentielle construction sur poteaux de plus de 40 m².
Au Moyen Âge, la seigneurie appartenait à une famille qui détenait le château de Fagnières du XIIe au XIVe siècle au moins. Au début du XVIe siècle, la seigneurie change de main, avant d'être partagée par plusieurs familles. Un hôpital pour pestiférés est attesté dès 1043 à l'abbaye de Toussaints qui faisait alors partie du territoire de Fagnières.
Une chapelle, appelée la Chapelle-du-Reclus, Notre-Dame de la Fontaine-au-Reclus ou encore la Chapelle-de-Hurtebise, se situait au lieu-dit Hurtebise. Sa fondation remonte à une date inconnue. Une maison de ferme et des terres cultivables à proximité dépendaient de cette chapelle. Toutes ces possessions appartenaient à l'abbaye Saint-Pierre de Jovilliers. Aux XVe et XVIe siècles, on y isolait les pestiférés durant les épidémies. Elles semblent avoir été endommagées durant les guerres de la Ligue et ne jamais avoir été réparées. La chapelle est finalement démontée par la fabrique Saint-Sulpice qui remploya les matériaux dans son cimetière.
Un temple protestant a été construit en 1601, avant d'être démoli en 1688,. 

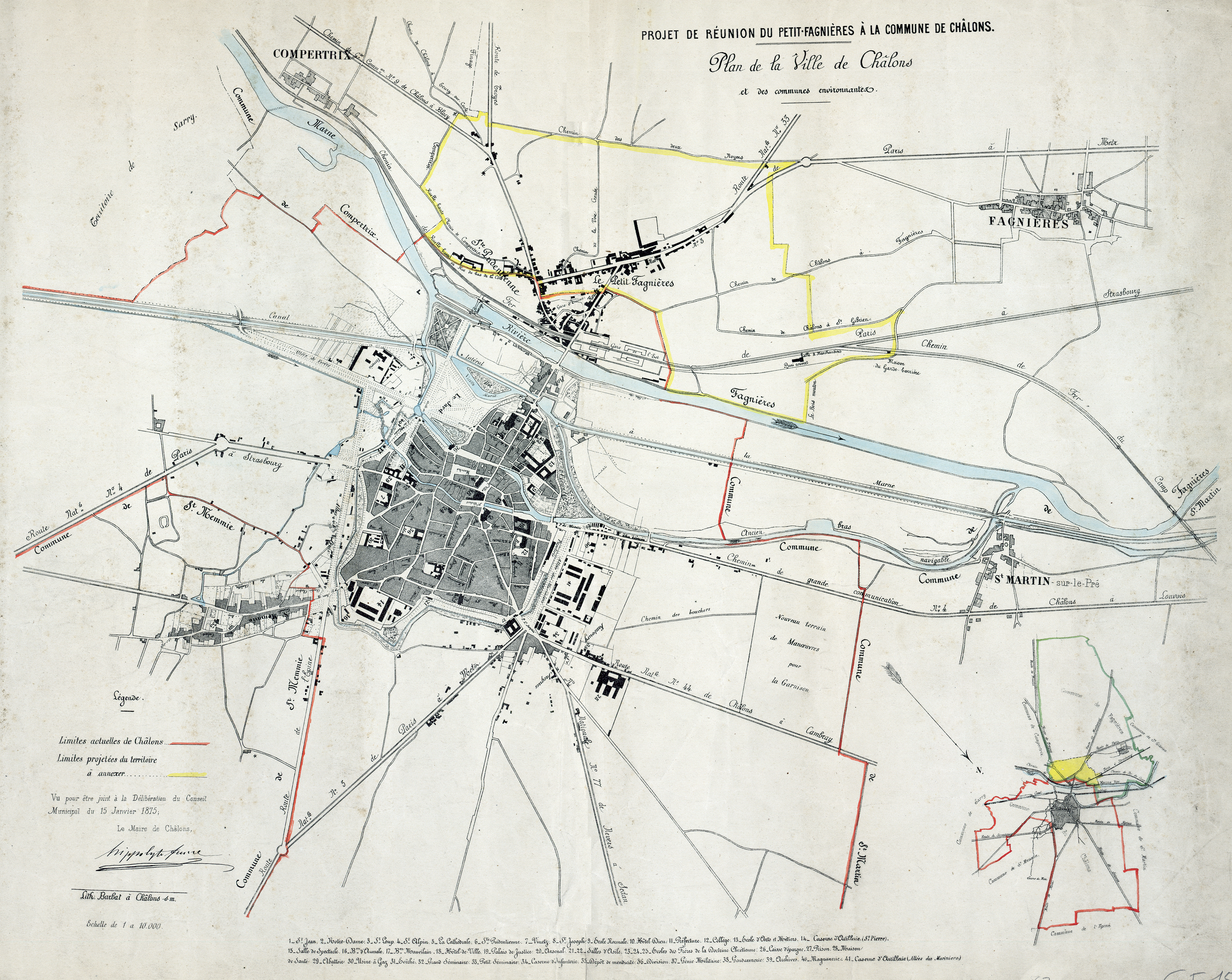
La commune en 1875 avec en jaune le projet d'annexion par Châlons, B.M. de Reims.

Une partie de son territoire sur la rive gauche de la Marne a été annexée par la ville de Châlons-en-Champagne suivant l'arrêté ministériel du 31 août 1887. La population de la commune est alors passée de 1 381 à 285 habitants.

## Politique et administration

### Rattachements administratifs et électoraux

#### Rattachements administratifs
La commune se trouve  dans l'arrondissement de Châlons-en-Champagne du département de la Marne.
Elle faisait partie de 1793 à 1973 du canton de Châlons-sur-Marne, année où celui-ci est scindé et la commune rattachée au canton de Châlons-sur-Marne. Dans le cadre du redécoupage cantonal de 2014 en France, cette circonscription administrative territoriale a disparu, et le canton n'est plus qu'une circonscription électorale.

#### Rattachements électoraux
Pour les élections départementales, la commune fait partie depuis 2014 du nouveau canton de Châlons-en-Champagne-1.
Pour l'élection des députés, elle fait partie de la première circonscription de la Marne.

### Intercommunalité
Fagnières est membre de la communauté d'agglomération de Châlons-en-Champagne, un établissement public de coopération intercommunale (EPCI) à fiscalité propre créé fin 1999 et auquel la commune a transféré un certain nombre de ses compétences, dans les conditions déterminées par le code général des collectivités territoriales.

### Tendances politiques et résultats
Lors du premier tour des élections municipales de 2014 dans la Marne, la liste EELV menée par le maire sortant Alain Biaux obtient la majorité absolue des suffrages exprimés, avec 1 278 voix (52,83 %, 21 conseillers municipaux élus dont 5 communautaires), devançant très largement les listes menées respectivement par : 
- Gérard Kestler (DVD, 557 voix, 23,02 %, 3 conseillers municipaux élus) ; 

- Thierry Besson (FN, 352 voix, 14,55 %, 2 conseillers municipaux élus) ; 

- José Antunes (DVD, 232 voix, 9,59 %, 1 conseiller municipal élu).

Lors de ce scrutin, 37,18 % des électeurs se sont abstenus.
Lors du second tour des élections municipales de 2020 dans la Marne, la liste EELV menée par Denis Femat — bénéficiant  du soutien de l'ancien maire qui ne se représentait pas —  obtient la majorité absolue des suffrages exprimés avec 688  voix (53,49 %, 22 conseillers municipaux élus dont 4 communautaires), devançant très largement les listes menées respectivement par, : 

- Sandrine Antunes (DVD, 246 voix, 19,12 %, 2 conseillers municipaux élus) ; 

- Michaël Mauvais (DIV, 217 voix, 16,87 %, 2 conseillers municipaux élus) ; 

- Thierry Besson (RN, 135 voix, 10,49 %, 1 conseiller municipal élu).

Lors de ce scrutin, marqué par la pandémie de Covid-19 en France, 59,25 % des électeurs se sont abstenus.

### Liste des maires
| Période                                  | Période                       | Identité               | Étiquette           | Qualité                                                                               |
| ---------------------------------------- | ----------------------------- | ---------------------- | ------------------- | ------------------------------------------------------------------------------------- |
| Les données manquantes sont à compléter. |                               |                        |                     |                                                                                       |
| 1807                                     | 1807                          | Rémy Gougelet          |                     |                                                                                       |
| 1807                                     | 1807                          | Jean Jacques Launois   |                     |                                                                                       |
| 1819                                     | 1825                          | Aman Maheu             |                     |                                                                                       |
| 1826                                     | 1827                          | Hubert de Lestrade     |                     |                                                                                       |
| 1827                                     | 1831                          | Odon de Lestrade       |                     | Comte                                                                                 |
| 1831                                     | 1832                          | Aman Maheu             |                     |                                                                                       |
| 1832                                     | 1834                          | Pierre Launois         |                     |                                                                                       |
| 1834                                     | 1846                          | Jacques Melinet        |                     |                                                                                       |
| 1846                                     | 1850                          | Hippolyte Jaquinet     |                     |                                                                                       |
| 1850                                     | 1850                          | Pierre Launois         |                     |                                                                                       |
| 1850                                     | 1850                          | Rémy Gougelet Gaillot  |                     |                                                                                       |
| 1850                                     | 1860                          | Nicolas Maheut         |                     |                                                                                       |
| 1860                                     | 1864                          | Cyrille Farochon       |                     |                                                                                       |
| 1864                                     | 1872                          | Charles Lambert        |                     |                                                                                       |
| 1872                                     | 1878                          | Louis Cyrille Farochon |                     |                                                                                       |
| 1878                                     | 1879                          | Louis Henry            |                     |                                                                                       |
| 1879                                     | 1884                          | Rémy Frison            |                     |                                                                                       |
| 1884                                     | septembre 1887 (décès)        | Émile Perrier          |                     | Propriétaire terrien                                                                  |
| 1888                                     | 1893                          | Cyrille Farochon       |                     |                                                                                       |
| 1894                                     | 1900                          | Émile Frison           |                     |                                                                                       |
| 1900                                     | 1904                          | Albert Mouton          |                     |                                                                                       |
| 1904                                     | 1919                          | Léon Libera            |                     |                                                                                       |
| 1919                                     | 1928                          | L. Farochon            |                     |                                                                                       |
| 1928                                     | 1929                          | Gabriel Libera         |                     |                                                                                       |
| 1929                                     | 1932                          | Fernand Mallet         |                     |                                                                                       |
| 1932                                     | 1935                          | Alexis Chaput          |                     |                                                                                       |
| 1935                                     | 1947                          | Gabriel Libera         |                     |                                                                                       |
| 1947                                     | 1960                          | Marcel Pinotie         |                     |                                                                                       |
| 1960                                     | mars 1965                     | Camille Person         |                     |                                                                                       |
| mars 1965                                | juin 1995                     | André Gallois          |                     |                                                                                       |
| juin 1995                                | mars 2001                     | Michel Moreau          |                     |                                                                                       |
| mars 2001                                | juillet 2020                  | Alain Biaux            | Les Verts puis EÉLV | Retraité de l'enseignement Conseiller général de Châlons-en-Champagne-3 (2008 → 2015) |
| juillet 2020,                            | En cours (au 9 décembre 2021) | Denis Fenat            | EÉLV-LÉ             | Ancien cadre informatique Vice-président de la CA Châlons Agglo (2020 →)              |

## Démographie

### Évolution démographique
L'évolution du nombre d'habitants est connue à travers les recensements de la population effectués dans la commune depuis 1793. Pour les communes de moins de 10 000 habitants, une enquête de recensement portant sur toute la population est réalisée tous les cinq ans, les populations de référence des années intermédiaires étant quant à elles estimées par interpolation ou extrapolation. Pour la commune, le premier recensement exhaustif entrant dans le cadre du nouveau dispositif a été réalisé en 2004.

En 2022, la commune comptait 4 886 habitants, en évolution de +1,16 % par rapport à 2016 (Marne : −1,19 %, France hors Mayotte : +2,11 %).
| 1793 | 1800 | 1806 | 1821 | 1831 | 1836 | 1841  | 1846 | 1851 |
| ---- | ---- | ---- | ---- | ---- | ---- | ----- | ---- | ---- |
| 304  | 392  | 309  | 390  | 466  | 456  | 1 038 | 773  | 680  |

| 1856 | 1861 | 1866 | 1872 | 1876  | 1881  | 1886  | 1891 | 1896 |
| ---- | ---- | ---- | ---- | ----- | ----- | ----- | ---- | ---- |
| 700  | 765  | 797  | 825  | 1 047 | 1 176 | 1 381 | 285  | 290  |

| 1901 | 1906 | 1911 | 1921 | 1926 | 1931 | 1936 | 1946 | 1954 |
| ---- | ---- | ---- | ---- | ---- | ---- | ---- | ---- | ---- |
| 305  | 305  | 288  | 353  | 432  | 501  | 646  | 671  | 729  |

| 1962  | 1968  | 1975  | 1982  | 1990  | 1999  | 2004  | 2006  | 2009  |
| ----- | ----- | ----- | ----- | ----- | ----- | ----- | ----- | ----- |
| 1 084 | 1 319 | 2 532 | 3 425 | 4 949 | 5 046 | 4 816 | 4 694 | 4 437 |

| 2014  | 2019  | 2022  | - | - | - | - | - | - |
| ----- | ----- | ----- | - | - | - | - | - | - |
| 4 735 | 4 843 | 4 886 | - | - | - | - | - | - |

### Pyramide des âges
En 2018, le taux de personnes d'un âge inférieur à 30 ans s'élève à 32,5 %, soit en dessous de la moyenne départementale (36,9 %). À l'inverse, le taux de personnes d'âge supérieur à 60 ans est de 30,5 % la même année, alors qu'il est de 25,3 % au niveau départemental.
En 2018, la commune comptait 2 386 hommes pour 2 452 femmes, soit un taux de 50,68 % de femmes, légèrement inférieur au taux départemental (51,6 %).
Les pyramides des âges de la commune et du département s'établissent comme suit.
| Hommes | Classe d’âge | Femmes |
| ------ | ------------ | ------ |
| 0,5    | 90 ou +      | 0,6    |
| 7,7    | 75-89 ans    | 8,4    |
| 21,1   | 60-74 ans    | 22,8   |
| 19,8   | 45-59 ans    | 20,0   |
| 16,4   | 30-44 ans    | 17,9   |
| 13,2   | 15-29 ans    | 11,6   |
| 21,4   | 0-14 ans     | 18,8   |

| Hommes | Classe d’âge | Femmes |
| ------ | ------------ | ------ |
| 0,6    | 90 ou +      | 1,8    |
| 6,5    | 75-89 ans    | 9,2    |
| 16,5   | 60-74 ans    | 17,8   |
| 19,7   | 45-59 ans    | 19,1   |
| 18,6   | 30-44 ans    | 17,5   |
| 19,9   | 15-29 ans    | 18,2   |
| 18,2   | 0-14 ans     | 16,6   |

## Culture locale et patrimoine

### Lieux et monuments
- Église Saint-Remi : nef romane, bas-côté nord début XIXe siècle. Abside, transept, bas-côté sud et façade occidentale reconstruits en deux campagnes par l'architecte châlonnais François Poisel (entre 1850 et 1870). La tour de croisée octogonale est un beau plagiat de l'architecture flamboyante. Deux cloches. Vitraux en pavés de verre[41].
- Le parc des Tilleuls et sa roseraie de 2 000 m² dans laquelle on trouve 51 variétés pour 1750 rosiers, des traditionnels, grimpants, tiges, pleureurs, paysagers ainsi qu’un jardin des senteurs avec des rosiers parfumés[42].
- Le parc du Champ aux Ecus.

### Personnalités liées à la commune
- Le docteur Jules Guyot a géré un domaine viticole de 16 hectares à Fagnières dans les années 1840-1850[43].

### Héraldique
| Blason de Fagnières | Blason  | D'azur au chevron d'argent accompagné, en chef, de deux moulinets du même emmanchés d'or et, en pointe, d'une épée aussi d'or. |
| Blason de Fagnières | Détails | Le statut officiel du blason reste à déterminer.                                                                               |